# إليومينا
شركة إليومينا (بالإنجليزية: Illumina, Inc.)‏ هي شركة أمريكية مقرها في سان دييغو، كاليفورنيا، تأسست في عام 1998. تقوم الشركة بتطوير وتصنيع وتسويق الأنظمة المتكاملة لتحليل الاختلاف الوراثي والوظيفة الحيوية.
اختيرت الشركة في عام 2014 على أنها أذكى شركة في العالم بحسب مجلة إم آي تي تكنولوجي ريفيو الصادرة عن معهد ماساتشوستس للتكنولوجيا.
تستعمل الشركة تقنيات توفر خطوطا إنتاجية في مجالات التسلسل والتنميط الجيني والتعبير الجيني. خفضت تقنيات الشركة تكاليف تسلسل الجينوم البشري من مليون دولار في عام 2007 إلى 4000 دولار في عام 2013.
تشمل قائمة زبائن الشركة مراكز أبحاث الجينوم وشركة صيدلانية ومؤسسات أكاديمية ومنظمات أبحاث سريرية وشركات تقانة حيوية، وتوفر أدوات الشركة القدرة للباحثين لأجل اداء الاختبارات الجينية الضرورية لاستخلاص المعلومات الطبية من معلومات مقدمة من الجينوم والبروتيوميات.